# Georgia Groome
Georgia Groome (Nottingham, 11 de febrero de 1992) es una ex actriz inglesa.

## Primeros años y educación
Groome nació en Nottingham, hija de Paul Groome (-2009), un chef, y Fiona (Tulloch), una entrenadora vocal. Vivió en Chellaston, Derbyshire. Tiene una hermana mayor, Alex; una medio hermana pequeña, Eden y también una hermanastra pequeña, Annie. Groome, a la edad de 6 años hizo una audición y obtuvo un papel en el musical Annie Get Your Gun en lugar de Alex, que estaba ocupada con otros asunto. Entrenó en la escuela de interpretación de su madre, Nottingham Television Workshop y Derby Youth Theatre y asistió al Trent College.

## Trayectoria artística
Después de su debut en la película de televisión, A Fish Out of Water en 2001, Groome apareció en un episodio de la serie, Dangerville, interpretando el papel de una huérfana.
Cuando tan solo tenía 14 años, protagonizó la película independiente London to Brighton en 2006, interpretando a una fugitiva de 12 años. Ese año también fue una de los ocho concursantes en la serie Serious Amazon para la CBBC. En 2007 Groome tuvo un papel en el cortometraje de Elaine Wickham, My Mother.
En 2008, Groome tuvo un pequeño papel en la comedia de terror The Cottage. La fama le llegó tras interpretar a Georgia Nicholson de 14 años, que intenta encontrar a su novio junto a Aaron Johnson en la película de 2008, Angus, Thongs and Perfect Snogging, por lo que ganó un premio a Mejor Actriz Infantil en el festival de cine de Buster International Children. Tuvo un pequeño papel en la película de terror, The Disappeared.
En 2009, hizo su debut teatral en Tusk Tusk, la nueva obra de Polly Stenham en el Royal Court Theatre en Londres. Ese mismo año, apareció en el cortometraje Leaving Eva y en el episodio The Bill. En 2010, Groome apareció en un episodio la serie Lewis, como también en el cortometraje Silent Things.
En 2011, Groome protagonizó dos cortometrajes, The True Meaning of Love y en Six Degrees. También apareció en The Holding de Susan Jacobson. y tuvo el papel protagónico en The Great Ghost Rescue, una adaptación del libro de Eva Ibbotson del mismo nombre.
Su papel más reciente fue junto a Stephen Dillane en Papadopoulos & Sons, en el que encarnaba a Katie. La película fue lanzada por Cineworld el 5 de abril de 2013.

## Vida personal
Mantiene una relación con el actor Rupert Grint desde 2011. El 10 de abril de 2020, la pareja confirmó que iban a ser padres de su primer hijo. El 7 de mayo de 2020 dio a luz a su primera hija, Wednesday G. Grint. Su segunda hija, Goldie, nació el 27 de abril de 2025.

## Filmografía

### Cine
| Año  | Título                             | Papel               | Notas        |
| ---- | ---------------------------------- | ------------------- | ------------ |
| 2006 | London to Brighton                 | Joanne              | Debut        |
| 2007 | My Mother                          | Millie              |              |
| 2008 | The Cottage                        | Hija del granjero 1 |              |
| 2008 | Angus, Thongs and Perfect Snogging | Georgia Nicolson    |              |
| 2009 | The Disappeared                    | Sophie Pryor        |              |
| 2009 | Leaving Eva                        | Kiera               |              |
| 2010 | Silent Things                      | Amy                 | Cortometraje |
| 2011 | The True Meaning of Love           | Alice               |              |
| 2011 | Six Degrees                        | Joven chica         | Cortometraje |
| 2011 | The Holding                        | Gemma               |              |
| 2011 | The Great Ghost Rescue             | Winifred            |              |
| 2012 | Papadopoulos & Sons                | Katie Papadopoulos  |              |
| 2016 | Life In Orbit                      | Laura               | Cortometraje |
| 2017 | Double Date                        | Lulu                |              |

### Televisión
| Año     | Título              | Papel             | Notas                          |
| ------- | ------------------- | ----------------- | ------------------------------ |
| 2001    | A Fish Out of Water | Jenny             | Película de televisión         |
| 2003    | Dangerville         | Orphan episodio 1 | Episodio: "Robots"             |
| 2006    | Serious Amazon      | Ella misma        |                                |
| 2008    | Loose Women         | Ella misma        |                                |
| 2009    | The Bill            | Paige Farrelly    | Episodio: "Powerless"          |
| 2010    | Lewis               | Briony Grahame    | Episodio: "The Dead of Winter" |
| 2013–15 | Up the Women        | Emily             |                                |

### Radio
| Año  | Título                   | Papel             | Notas                                                                |
| ---- | ------------------------ | ----------------- | -------------------------------------------------------------------- |
| 2010 | Maidens' Trip            | Nanette           | BBC Radio 4 Afternoon Play, estrenado el 8 de octubre de 2010        |
| 2012 | The Warrah               | Amy               | BBC Radio 4 From Fact to Fiction, estrenado el 18 de febrero de 2012 |
| 2013 | The Cazalets             | Clary             | BBC Radio 4 15 Minute Drama, estrenaod el 1–11 de enero de 2013      |
| 2016 | The Tunnel               | Chloe             | BBC Radio 4 Drama, estrenado el 12 de agosto de 2016                 |
| 2016 | Northanger Abbey         | Catherine Morland | BBC Radio 4 Drama, estrenado en diciembre dw 2016                    |
| 2016 | The Mysteries of Udolpho | Emily             | BBC Radio 4 Drama, estrenado en diciembre de 2016                    |

### Teatro
| Año  | Título             | Papel  | Notas               |
| ---- | ------------------ | ------ | ------------------- |
| 2009 | Tusk Tusk          |        | Royal Court Theatre |
| 2013 | Tutto Bene, Mamma? | Boy    | The Print Room      |
| 2016 | Clickbait          | Nicola | Theatre 503         |